# جولینیو
جولینیو (انگلیسی: Julinho; ۱ دسامبر ۱۹۱۹ – ۱۸ مارس ۲۰۱۰) بازیکن فوتبال اهل پرتغال بود.
از باشگاه‌هایی که در آن بازی کرده‌است می‌توان به باشگاه فوتبال آکادمیکو پورتو، باشگاه فوتبال بنفیکا، و باشگاه فوتبال بوآویشتا اشاره کرد.
وی همچنین در تیم ملی فوتبال پرتغال بازی کرده‌است.